# Heinz Kempken
Heinz Kempken (* 26. August 1938 in Baerl; † 5. April 1995) war ein deutscher Politiker und Landtagsabgeordneter (CDU).

## Leben und Beruf
Nach dem Besuch der Volksschule absolvierte er eine kaufmännische Lehre und war im erlernten Beruf bis 1959 beschäftigt. Von 1960 bis 1962 erlernte Kempken das Bäckerhandwerk, legte in diesem Beruf die Meisterprüfung ab und machte sich 1970 selbstständig. 1978 wurde er Obermeister der Bäckerinnung.
1964 trat er in die CDU ein und engagierte sich in zahlreichen Parteigremien.

## Abgeordneter
Vom 30. Mai 1985 bis zum 30. Mai 1990 war Kempken Mitglied des Landtags des Landes Nordrhein-Westfalen. Er wurde über die Landesliste seiner Partei gewählt.
Dem Stadtrat der Stadt Duisburg gehörte er ab 1987 an.